# Coupe du Maroc de football 2007-2008
 (avril 2024).
Si vous disposez d'ouvrages ou d'articles de référence ou si vous connaissez des sites web de qualité traitant du thème abordé ici, merci de compléter l'article en donnant les références utiles à sa vérifiabilité et en les liant à la section « Notes et références ».
Navigation
Édition précédente Édition suivante
La saison 2007-2008 de la Coupe du Trône est la cinquante-deuxième édition de cette coupe. Elle débute le 28 octobre 2007.
Cette coupe est une nouvelle fois remportée par les FAR de Rabat, qui battent le Maghreb de Fès en finale.

## 3eTour
| Date            | Équipe 1                     | Équipe 2                         | Résultat     |
| --------------- | ---------------------------- | -------------------------------- | ------------ |
| 8 décembre 2007 | CS Nouasseur (D4)            | Fath Casablanca (D4)             | 1 - 0        |
| 8 décembre 2007 | Olympique Casablanca (D3)    | Wafa Sidi Moumen (D3)            | 1 - 2        |
| 8 décembre 2007 | Anouar Casa (D3)             | OFPPT Professionnelle (D3)       | 0 - 6        |
| 8 décembre 2007 | Ennajah Riadi Madiouna (D4)  | Ahram de Casablanca (D4)         | 3 - 4 (tab)  |
| 8 décembre 2007 | Amal Belksiri (D3)           | Youssoufia de Rabat (D3)         | 5 - 4 (tab)  |
| 8 décembre 2007 | Stade Marocain (D3)          | AS Ministère de la Justice (D4)  | 2 - 0        |
| 8 décembre 2007 | US Lionceaux de l'Aire (D4)  | Chabab Sportif de Skhirat (D4)   | Forfait USLA |
| 8 décembre 2007 | Rachad Salaoui (D4)          | Association Mansouria (D3)       | 0 - 1        |
| 8 décembre 2007 | Wydad de Fès (D3)            | AS Taza (D3)                     | 1 - 0        |
| 8 décembre 2007 | Mouloudia Missour (D4)       | Renaissance de Tissa (D4)        | 5 - 6 (tab)  |
| 8 décembre 2007 | Tihad Riadi Chefchaouni (D4) | Chabab Ben Dibane (D4)           | 3 - 2        |
| 8 décembre 2007 | Atletico de Tanger (D3)      | Club Étudiants de Tétouan (D4)   | 1 - 3        |
| 8 décembre 2007 | Olympique Kasri (D4)         | Renaissance Sportive Martil (D3) | 3 - 5 (tab)  |
| 8 décembre 2007 | Fath de Nador (D4)           | Renaissance de Berkane (D3)      | 5 - 6 (tab)  |
| 8 décembre 2007 | Mouloudia El Aioun (D3)      | Raja Al Hoceima (D3)             | 2 - 0        |
| 8 décembre 2007 | Chabab Dariouch (D3)         | US Musulman Oujda (D3)           | 5 - 4 (tab)  |
| 9 décembre 2007 | Chabab Aklim (D4)            | Renaissance d'Oujda (D4)         | 5 - 4 (tab)  |
| 9 décembre 2007 | FC Cheminot Meknès (D4)      | Ismailia Meknès (D4)             | 3 - 0        |
| 9 décembre 2007 | Club Chabab M'rirt (D3)      | US Ain Taoujdate (D3)            | 3 - 5 (tab)  |
| 9 décembre 2007 | Wifaq Tinejdad (D4)          | Amal Azrou (D3)                  | 0 - 1        |
| 9 décembre 2007 | Ittihad Fkih Ben Salah (D3)  | Itihad Azilal (D4)               | 4 - 3        |
| 9 décembre 2007 | Amal Souk Essabt (D3)        | Raja de Beni Mellal (D3)         | 4 - 3 (tab)  |
| 9 décembre 2007 | Amal Sidi Bennour (D4)       | Olympique Youssoufia (D3)        | 1 - 3        |
| 9 décembre 2007 | Jeunesse Sportive Shimi (D4) | Club Khmiss Zemamra (D4)         | 1 - 3 (tab)  |
| 9 décembre 2007 | Chez Ali Marrakech (D3)      | Mouloudia de Marrakech (D4)      | 1 - 2        |
| 9 décembre 2007 | Hassania Agdaz (D4)          | Club Ouarzazate (D4)             | 0 - 3        |
| 9 décembre 2007 | Union Inzegane (D3)          | Raja d'Agadir (D3)               | 2 - 0        |
| 9 décembre 2007 | Chabab Lkhiyam (D3)          | Union Aït Melloul (D3)           | 1 - 2        |
| 9 décembre 2007 | AS Chabab Tikiouine (D4)     | Union Taroudant (D3)             | 2 - 1        |
| 9 décembre 2007 | Mouloudia Dakhla (D4)        | Mouloudia de Laâyoune (D3)       | 0 - 1        |
| 9 décembre 2007 | Manar Boujdour (D4)          | Nahda de Tan-Tan (D3)            | Forfait NSTT |
| 9 décembre 2007 | Renaissance de Tarfaya (D4)  | Chabab Akhfnir (D4)              | 5 - 6 (tab)  |

## 4eTour
| Date           | Équipe 1                       | Équipe 2                    | Résultat    |
| -------------- | ------------------------------ | --------------------------- | ----------- |
| 6 janvier 2008 | Union Inzegane (D3)            | AS Chabab Tikiouine (D4)    | 4 - 1       |
| 6 janvier 2008 | Chabab Akhfnir (D4)            | Union Aït Melloul (D3)      | 0 - 2       |
| 6 janvier 2008 | Club Ouarzazate (D4)           | Mouloudia de Marrakech (D4) | 1 - 0       |
| 6 janvier 2008 | CS Nouasseur (D4)              | OFPPT Professionnelle (D3)  | 1 - 3       |
| 6 janvier 2008 | Wafa Sidi Moumen (D3)          | Ahram de Casablanca (D4)    | 1 - 0       |
| 6 janvier 2008 | Association Mansouria (D3)     | Stade Marocain (D3)         | 6 - 5 (tab) |
| 6 janvier 2008 | Manar Boujdour (D4)            | Mouloudia de Laâyoune (D3)  | 3 - 4 (tab) |
| 6 janvier 2008 | Renaissance de Berkane (D3)    | Chabab Aklim (D4)           | 3 - 0       |
| 6 janvier 2008 | Chabab Dariouch (D3)           | Mouloudia El Aioun (D3)     | 1 - 2       |
| 6 janvier 2008 | Tihad Riadi Chefchaouni (D4)   | US Ain Taoujdate (D3)       | 5 - 2       |
| 6 janvier 2008 | Amal Azrou (D3)                | Ismailia Meknès (D4)        | 2 - 1       |
| 6 janvier 2008 | Club Étudiants de Tétouan (D4) | Renaissance Martil (D3)     | 1 - 2       |
| 6 janvier 2008 | Club Khmiss Zemamra (D4)       | Olympique Youssoufia (D3)   | 3 - 1       |
| 6 janvier 2008 | Amal Souk Essabt (D3)          | Ittihad Fkih Ben Salah (D3) | 1 - 0       |
| 6 janvier 2008 | Renaissance de Tissa           | Wydad de Fès (D3)           | 0 - 2       |
| 6 janvier 2008 | Chabab Sportif de Skhirat (D4) | Amal Belksiri (D3)          | 2 - 0       |

## 5eTour
Ce tour a vu l'entrée en lice des clubs du GNF 2
| Date           | Équipe 1                     | Équipe 2                       | Résultat        |
| -------------- | ---------------------------- | ------------------------------ | --------------- |
| 3 février 2008 | Renaissance de Settat (D2)   | Union Inzegane (D3)            | 0 - 1           |
| 3 février 2008 | Union Aït Melloul (D3)       | Amal Souk Essabt (D3)          | 0 - 1           |
| 3 février 2008 | Mouloudia de Laâyoune (D3)   | CSM Ouarzazate (D4)            | 1 - 0           |
| 3 février 2008 | Club Khmiss Zemamra (D4)     | Chabab Houara (D2)             | 0 - 4           |
| 3 février 2008 | Wafa Wydad (D2)              | OFPPT Professionnelle (D3)     | 0 - 1           |
| 3 février 2008 | Rachad Bernoussi (D2)        | TAS de Casablanca (D2)         | 1 - 0           |
| 3 février 2008 | Association Mansouria (D3)   | Chabab Mohammédia (D2)         | 2 - 1           |
| 3 février 2008 | Racing de Casablanca (D2)    | Union de Mohammédia (D2)       | 0 - 1           |
| 3 février 2008 | Youssoufia Berrechid (D2)    | Wafa Sidi Moumen (D3)          | 0 - 1           |
| 3 février 2008 | Renaissance Martil (D3)      | Wydad de Fès (D3)              | 1 - 2           |
| 3 février 2008 | Union de Touarga (D2)        | Tihad Témara (D2)              | 0 - 1           |
| 3 février 2008 | IR Tanger (D2)               | Chabab Rif Hoceima (D2)        | 2 - 0           |
| 3 février 2008 | Tihad Riadi Chefchaouni (D4) | Renaissance de Berkane (D3)    | 1 - 2           |
| 3 février 2008 | Hilal de Nador (D2)          | Mouloudia El Aioun (D3)        | 2 - 0           |
| 3 février 2008 | Union de Sidi Kacem (D2)     | Chabab Sportif de Skhirat (D4) | 2 - 0           |
| 3 février 2008 | Amal Azrou (D3)              | AS Salé (D2)                   | 0 - 0 (2-4 tab) |

## Seizièmes de finale
Ce tour a vu l'entrée en lice des clubs du GNF 1. Le tirage au sort a eu lieu le 20 février 2008.
| Date          | Équipe 1                    | Équipe 2                   | Résultat        | Buteurs |
| ------------- | --------------------------- | -------------------------- | --------------- | --- |
| 1er mars 2008 | Maghreb de Fès (D1)         | IR Tanger (D2)             | 1 - 1 (4-3 tab) | Imad Ait Azza 86e / Adnane Mestitaf 34e                                                                       |
| 1er mars 2008 | Raja de Casablanca (D1)     | Olympique de Safi (D1)     | 3 - 3 (4-2 tab) | Doghmi 45e ; Dia 61e ; Amrani 118e / Landré 50e ; Lansri 90e, Lansri 115e                                     |
| 1er mars 2008 | Hassania d'Agadir (D1)      | Amal Souk Essabt (D3)      | 1 - 0           | Abdou Fal 83e                                                                                                 |
| 1er mars 2008 | Renaissance de Berkane (D3) | Moghreb de Tétouan (D1)    | 0 - 1           | |
| 1er mars 2008 | FUS de Rabat (D1)           | Union de Sidi Kacem (D2)   | 0 - 1           | |
| 2 mars 2008   | Difaâ d'El Jadida (D1)      | Union Mohammédia (D2)      | 1 - 0           | Nabil Mesloub 77e                                                                                             |
| 2 mars 2008   | Wydad de Fès (D3)           | CODM de Meknès (D1)        | 1 - 0           | Fakherdinne Gherbaoui 107e                                                                                    |
| 2 mars 2008   | Union Inzegane (D3)         | Chabab Houara (D2)         | 0 - 3           | Ali Ameafoun 32e ; Mohamed Jebrane 89e                                                                        |
| 2 mars 2008   | AS Salé (D2)                | AS Mansouria (D3)          | 3 - 2           | Mohamed Jaouad 9e ; Mohamed Zouidi 74e ; Abdessamad Bouzidi 89e / Amzil 54e ; Adnane 69e                      |
| 2 mars 2008   | KAC de Kénitra (D1)         | Ittihad Khémisset (D1)     | 1 - 1 (2-1 tab) | Reggadi 24e / Fahim 32e                                                                                       |
| 2 mars 2008   | Mouloudia d'Oujda (D1)      | Hilal de Nador (D2)        | 3 - 3 (1-3 tab) | Khalid Lebhij 25e, 61e ; Réda Kribib 96e / Mazari Abdelouahed 77e ; Ahmadouch Mimoun 89e ; Abjouma Nabil 115e |
| 2 mars 2008   | Wafa Sidi Moumen (D3)       | OFPPT Professionnelle (D3) | 1 - 1 (4-3 tab) | |
| 2 mars 2008   | Jeunesse El Massira (D1)    | Kawkab de Marrakech (D1)   | 1 - 1 (3-4 tab) | Mohamed Benhalib 105e / Wissam Baraka 118e                                                                    |
| 5 mars 2008   | Union Témara (D2)           | FAR de Rabat (D1)          | 0 - 1           | Mssassi 103e                                                                                                  |
| 26 mars 2008  | Olympique de Khouribga (D1) | Rachad Bernoussi (D2)      | 2 - 1           | |
| 2 avril 2008  | Mouloudia de Laâyoune (D3)  | Wydad de Casablanca (D1)   | 0 - 3           | Bidodane 50e, 67e ; Redouane Jaouhari 87e                                                                     |

## Huitièmes de finale
Le tirage au sort a eu lieu le 27 mars 2008.
| Date         | Équipe 1                    | Équipe 2                 | Résultat | Buteurs                                                                   |
| ------------ | --------------------------- | ------------------------ | -------- | ------------------------------------------------------------------------- |
| 5 avril 2008 | Raja de Casablanca (D1)     | Kawkab de Marrakech (D1) | 2 - 1    | Omar Nejjari 89e ; Metouali 101e / Wissam Baraka 90+2e                    |
| 5 avril 2008 | KAC de Kénitra (D1)         | Hilal de Nador (D2)      | 3 - 0    | Diang 16e ; Reggadi 19e, 56e                                              |
| 5 avril 2008 | Union de Sidi Kacem (D2)    | Moghreb de Tétouan (D1)  | 0 - 1    | Madihi 26e                                                                |
| 5 avril 2008 | AS Salé (D2)                | FAR de Rabat (D1)        | 0 - 1    | Bendriss 84e (pen.)                                                       |
| 6 avril 2008 | Maghreb de Fès (D1)         | Wydad de Fès (D3)        | 1 - 0    | Youssef Abouda 21e                                                        |
| 6 avril 2008 | Chabab Houara (D2)          | Wydad de Casablanca (D1) | 3 - 1    | Hassan Ouchrif 23e, 47e ; Rachid Raghni 57e / Doulyazal 79e (pen.)        |
| 6 avril 2008 | Hassania d'Agadir (D1)      | Difaâ d'El Jadida (D1)   | 1 - 2    | Hicham Allouli 58e / Abdellah Lehwa 29e ; Adil Sassa 119e                 |
| 14 mai 2008  | Olympique de Khouribga (D1) | Wafa Sidi Moumen (D3)    | 5 - 0    | Mohamed Najmi 11e (pen.) ; Baqlal 32e ; Rassou 34e, 73e ; Jamal Triki 57e |

## Quarts de finale
Le tirage au sort a eu lieu le 22 avril 2008.
| Date        | Équipe 1                | Équipe 2                    | Résultat        | Buteurs                       |
| ----------- | ----------------------- | --------------------------- | --------------- | ----------------------------- |
| 10 mai 2008 | Moghreb de Tétouan (D1) | Raja de Casablanca (D1)     | 1 - 0           | Madihi 65e                    |
| 11 mai 2008 | KAC de Kénitra (D1)     | FAR de Rabat (D1)           | 0-0 (10-11 tab) |                               |
| 24 mai 2008 | Chabab Houara (D2)      | Maghreb de Fès (D1)         | 0 - 1           | Boubacar Sidiké Koné 51e      |
| 31 mai 2008 | Difaâ d'El Jadida (D1)  | Olympique de Khouribga (D1) | 1-1 (4-5 tab)   | Lahoua 62e / Samir Fallah 88e |

## Demi-finales
Le tirage au sort a eu lieu le 22 avril 2008. Ces demi-finales se dérouleront au stade El Harti à Marrakech.
| Date         | Équipe 1                | Équipe 2                    | Résultat | Buteurs                                         |
| ------------ | ----------------------- | --------------------------- | -------- | ----------------------------------------------- |
| 14 juin 2008 | Moghreb de Tétouan (D1) | Maghreb de Fès (D1)         | 1 - 2    | Madihi 24e (pen.) / Abdelkrim Benhniya 15e, 19e |
| 14 juin 2008 | FAR de Rabat (D1)       | Olympique de Khouribga (D1) | 1 - 0    | Mustapha Allaoui 55e                            |

## Finale
| Équipes        | FAR de Rabat - Maghreb de Fès |
| Score          | 1 - 0 |
| Date           | 26 juillet 2008 |
| Stade          | 17h00 - Complexe Moulay Abdallah, Rabat |
| Arbitre        | Said Tahiri |
| Buts           | Jawad Ouaddouch 95e |
| FAR de Rabat   | 12- El Jarmouni, 2- Fellah, 4- Ouchela, 5- Mssassi (8- El Mrini 75e), 7- Kaddioui, 14- El Basri, 18- Kacemi, 19- Bendriss, 21- Allaoui, 23- Kabli (11- Erraki 83e), 24- Ouaddouch (29- Akadar 96e) |
| Maghreb de Fès | Ait Boulemane, Dahmani (Kherazi 55e), Mrani, Boubacar, Abouda, Daoudi, Hajji, Bassam, Benhania (Lahrari 82e), Maghraoui, Noussir (Baqqali 103e)                                                    |
| Avertissements | Maghreb de Fès : Mustapha Mrani (89e) FAR de Rabat : Issam Erraki (110e) |

## Nombre d'équipes par division et par tour
| Division        | 3e tour (32 matchs) | 4e tour (16 matchs) | 5e tour (16 matchs) | Seizièmes de finale | Huitièmes de finale | Quarts de finale | Demi- finales | Finale |
| --------------- | ------------------- | ------------------- | ------------------- | ------------------- | ------------------- | ---------------- | ------------- | ------ |
| GNF 1 16 clubs  | Exempts             | Exempts             | Exempts             | 16                  | 10                  | 7                | 4             | 2      |
| GNF 2 16 clubs  | Exempts             | Exempts             | 16                  | 8                   | 4                   | 1                |               |        |
| GNFA 1 56 clubs | 32                  | 19                  | 12                  | 8                   | 2                   |                  |               |        |
| GNFA 2 80 clubs | 32                  | 13                  | 4                   |                     |                     |                  |               |        |